# 콜로라도 애벌랜치
콜로라도 애벌랜치(영어: Colorado Avalanche)는 미국 콜로라도주 덴버에 위치한 프로 아이스하키 프랜차이즈이다. 내셔널 하키 리그의 서부 콘퍼런스 센트럴 디비전 소속이다. 홈 경기장은 볼 아레나이다. Head coach는 Patrick Roy(패트릭 롸로 발음됨. 프랑스계 이민 후손)이며 GM은 Joe Sakic(조 사킥으로 발음됨,크로아티아계 이민 후손)이다.
1972년에 월드 하키 협회의 일원으로서 퀘벡 노르딕스로 설립되었다. 노르딕스는 1979년에 NHL-WHA 합병과 더불어 NHL의 소속이 되었다. 1994-95 시즌에 이어 노르딕스는 COMSAT 엔터테인먼트 그룹 오브 덴버에 판매되어 콜로라도 주로 연고지를 이전하며 현재의 팀명으로 바뀌었다.

## 역대 홈경기장
| 경기장                 | 사용기간      | 수용인원 | 장소            | 비고                      |
| ---------------------- | ------------- | -------- | --------------- | ------------------------- |
| 맥니콜스 스포츠 아레나 | 1995년~1999년 | 16,061명 | 콜로라도주 덴버 | 빈칸                      |
| 볼 아레나              | 1999년~현재   | 18,007명 | 콜로라도주 덴버 | 펩시 센터 (1999년~2020년) |

## 시즌 기록
2011년 4월 10일 갱신
| 시즌    | GP | W  | L  | OTL | 포인트 | GF  | GA  | 피니시         | 플레이오프                                     |
| 2007–08 | 82 | 44 | 31 | 7   | 95     | 231 | 219 | 2nd, Northwest | Lost in Conference Semifinals, 0–4 (레드 윙스) |
| 2008–09 | 82 | 32 | 45 | 5   | 69     | 199 | 257 | 5th, Northwest | 자격 없음                                      |
| 2009–10 | 82 | 43 | 30 | 9   | 95     | 244 | 233 | 2nd, Northwest | Lost in Conference Quarterfinals, 2–4 (샤크스) |
| 2010–11 | 82 | 30 | 44 | 8   | 68     | 227 | 288 | 4th, Northwest | 자격 없음                                      |
| 2011–12 | 81 | 41 | 35 | 6   | 88     | 203 | 209 | 3rd, Northwest | 자격 없음                                      |

## 영구 결번
| 번호 | 선수명            | 포지션   | 활동 기간                  | 지정일           |
| ---- | ----------------- | -------- | -------------------------- | ---------------- |
| 19   | 조 새킥 1         | 센터     | 1995~2009년                | 2009년 10월 1일  |
| 21   | 페테르 포르스베리 | 센터     | 1995~2004년 2008년, 2011년 | 2011년 10월 8일  |
| 23   | 밀란 헤이두크     | 라이트윙 | 1998~2013년                | 2018년 1월 6일   |
| 33   | 파트리크 루아     | 골텐더   | 1995~2003년                | 2003년 10월 28일 |
| 52   | 애덤 푸트         | 수비수   | 1995~2004년 2008~2011년    | 2013년 11월 2일  |
| 77   | 레이 부르크       | 수비수   | 2000~2001년                | 2001년 11월 24일 |

비고

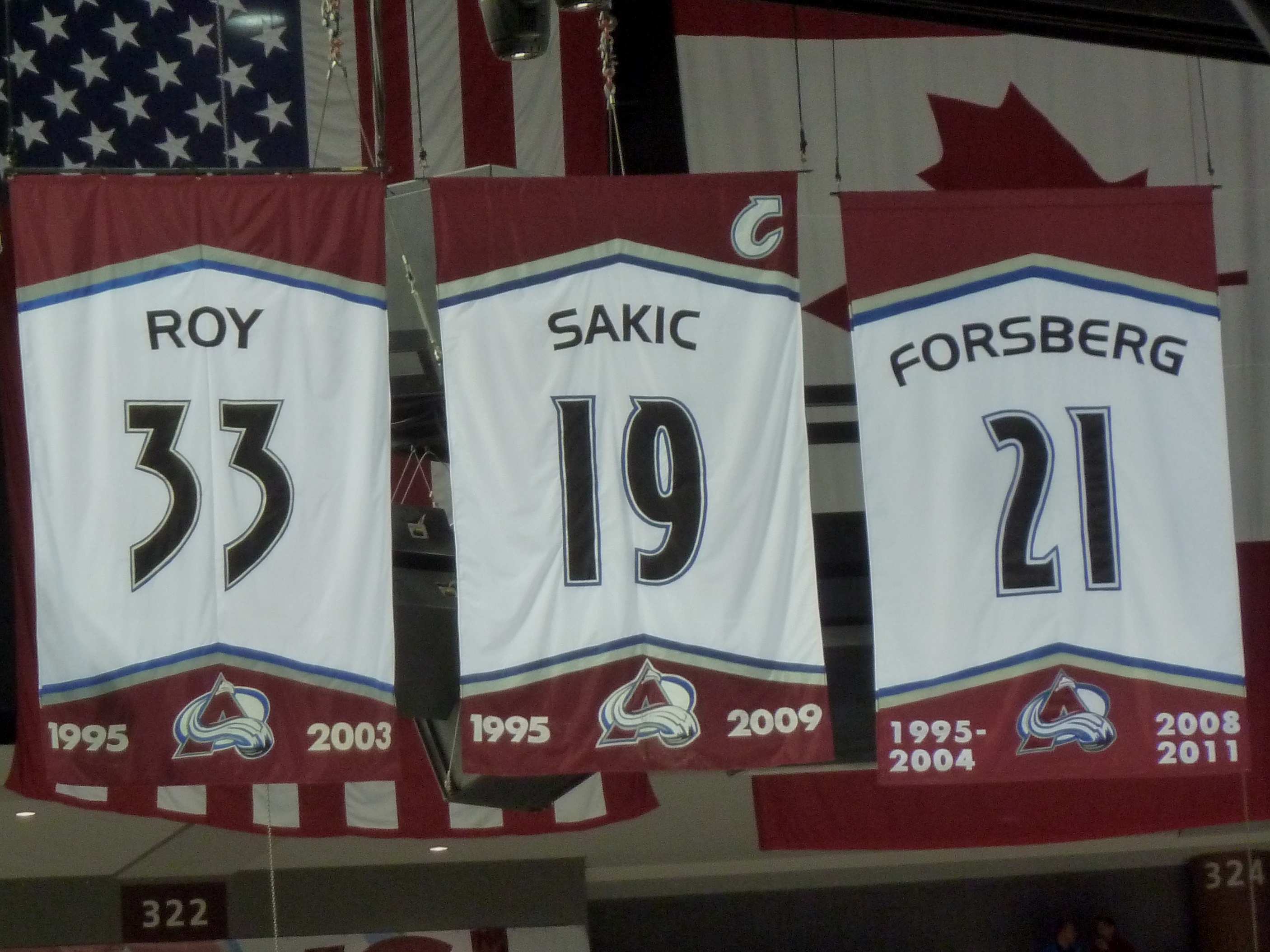
볼 아레나에 걸린 콜로라도 애벌랜치의 여섯 영구결번 현수막 중 세 개

- 1 애벌랜치와 퀘벡 노르딕스에서 주장직을 수행한 18년을 기리기위해, 주장의 상징인 "C"를 현수막에 함께 달았다.
- NHL은 2000년 NHL 올스타전에서 웨인 그레츠키의 99번을 리그 전 구단 결번으로 지정했다.

## 같이 보기
- 퀘벡 노르딕스